# Дер Класикер
Дер Класикер је фудбалски дерби између Бајерн Минхена и Борусије Дотмунд.